# Parosphromenus gunawani
Паросфромен Ґунавана (Parosphromenus gunawani) — тропічний прісноводний вид риб з родини осфронемових (Osphronemidae), підродина макроподових (Macropodusinae).
Свою назву отримав на честь Ґунавана «Томаса» Касима (англ. Gunawan ‘Thomas’ Kasim), який разом з Горстом Лінке (нім. Horst Linke) та іншими збирав зразки для наукового опису.
В акваріумній літературі та торгівлі акваріумними рибами протягом 2008—2012 рр. паросфромен Ґунавана був відомий під назвою P. spec. Danau Rasau. Можливо, рибки цього виду завозились до Німеччини й раніше (приблизно 1998 р.) й були відомі під назвою P. spec. Jambi; на жаль жодної особини з потомства цих риб не збереглося.
Паросфромен Ґунавана належить до групи видів bintan-harveyi.

## Опис
Стандартна (без хвостового плавця) довжина 10 досліджених зразків становила 24,0-27,5 мм. Загальна довжина складає 124,2-129,6 %, довжина голови 31,1-32,7 %, предорсальна (до початку спинного плавця) довжина 31,8-37,6 %, преанальна (до початку анального плавця) довжина 43,2-49,1 %, висота тіла 30,2-33,1 % стандартної довжини. Уздовж тіла розташовано 27-29 лусок і ще 2-3 луски на основі хвостового плавця, максимум 9 лусок у поперечному напрямку. В акваріумі паросфромени Ґунавана можуть виростати до 4,5 см загальної довжини.
Спинний плавець загострений на кінці, його задній край виходить за основу хвостового плавця у самців, округлий і коротший у самок. Спинний має 11-13 твердих і 5-8 м'яких променів, довжина його основи становить 39,8-42,8 % стандартної довжини. Анальний плавець також загострений на кінці у самців й округлий у самок, він має 11-12 твердих і 8-10 м'яких променів, довжина основи плавця становить 49,6-52,7 % стандартної довжини. Хвостовий плавець округлий як у дорослих самців, так і у самок. Грудні плавці також округлі, кожен має по 11-13 променів, а довжина становить 22,0-23,6 % стандартної. Черевні плавці мають 1 твердий промінь, 1 простий і 4 розгалужених м'яких промені, перший розгалужений промінь витягнутий ниткою так, що загальна довжина плавців складає 25,5-34,8 % стандартної довжини (максимальні значення є характерними для дорослих самців).
Основне забарвлення тіла та голови жовтувате до світло-коричневого. На цьому тлі проходять дві широкі поздовжні темно-коричневі смуги; одна йде від кінчика рила через око й далі нижньою половиною тіла до основи хвостового плавця, інша — від верхнього краю ока верхньою половиною тіла також до основи хвостового плавця. Спиною проходить ще одна темно-коричнева смужка. Черево та горло також темні. Спинний та анальний плавці в основі мають чорнувату смугу, далі йде яскрава блакитна смуга, а за нею, вже ближче до краю, — червонувато-коричнева смуга. Хвостовий плавець ближче до основи темно-коричневий, ця зона має блакитну облямівку, далі назовні забарвлення плавця червонувато-коричневе, а зовнішній край блакитний. Черевні плавці мають яскраве бірюзове забарвлення. Грудні плавці прозорі.
Паросфромен Ґунавана схожий (і гіпотетично споріднений) з P. bintan, видом з Південної Суматри та сусідніх островів Бінтан та Банка. Самки P. gunawani дуже схожі із самками інших видів групи bintan-harveyi. Молодих паросфроменів Ґунавана також легко сплутати з іншими видами типу bintan-harveyi, а P. bintan можна сприйняти за P. gunawani навіть у дорослому віці. Від свого найближчого родича паросфромен Ґунавана відрізняється міцним тілом та барвистими паралельними смугами на непарних плавцях у самців.

## Поширення
Паросфромен Ґунавана зустрічається на північному сході індонезійської провінції Джамбі, що на острові Суматра. Був виявлений лише в місцевості Данау-Расау (Danau Rasau), розташованій за 45 км на північний схід від міста Джамбі. Територія поширення становить лише 4 км².
Ці риби були виявлені в неглибокому ставку (глибина приблизно 30-100 см), пов'язаному з торфовим болотом. Частина поверхні води була густо вкрита водними рослинами. Водойму затінювали дерева та чагарники. На момент спостережень (травень) вода була темно-коричневою, і завдяки сильним опадам вона мала слабку течію. Температура води становила близько 29 °C, показник pH 4,1, електропровідність 30 мкСм/см.
Загроза щезання виду є надзвичайно високою через дуже обмежений ареал, а також високу ймовірність ураження його середовищ існування через широкомасштабне перетворення торфових болотних лісів на лісопромислові райони та насадження монокультур, що відбувається в регіоні. Невідомо жодних природоохоронних заходів, спрямованих на збереження цього виду.

## Утримання в акваріумі
Паросфромени Ґунавана досі лише двічі імпортувався приватними особами. Риби з першого імпорту були досить легко розмножені, але всі їхні потомки згодом були втрачені. Всі риби, привезені 2012 року, виявилися самками.
P. gunawani — дуже привабливий і відносно великий, як на представників свого роду, вид. Акваріум на 10 літрів буде замалим для його постійного утримування. За умовами утримання та поведінкою паросфромен Ґунавана не відрізняється від споріднених видів. Самці залицяються головою донизу. Кладка може бути відносно великою (понад 60 ікринок).